# 斯氏翼喉盤魚
斯氏翼喉盤魚（學名：Alabes springeri），又稱斯氏鰭鱔為輻鰭魚綱喉盤魚目喉盤魚科的其中一種，分布於西南太平洋的諾福克島海域，棲息深度24-46公尺，體長可達3.1公分，屬底棲性魚類，生活在沿岸淺水域，生活習性不明。